# Knut Hård af Torestorp
Knut Bengtsson (Hård af Torestorp), var en svensk ståthållare.

## Biografi
Knut Bengtsson (Hård af Torestorp) var son till väpnaren Bengt Hård och Christina Uddesdotter. Han var 1558 häradshövding i Sunnerbo härad. Hård förseglade 30 juli 1560 kung Gustav I:s testamente och 13 april 1561 ständernas bevillning. Han blev 15 juli 1564 amiral över flottan på Narvas farvatten och 1 september samma år ståthållare på Kalmar slott. Hård blev 25 oktober 1566 ståthållare i Östergötland och 14 januari 1572 över Västergötland, Värmland och Dal. Han levde ännu 1572 och var då boende i Ekornarp.

### Egendom
Hård ägde Mollungen i Ods socken och Ekornarp i Berga socken.

### Familj
Hård var gift med Märta Pedersdotter, dotter till ståthållaren Peder Jönsson Ulfsax och Estrid Drake. De fick tillsammans barnen Märta Knutsdotter som var gift med underlagmannen Mikael Arvidsson (Uggla), häradshövdingen Claes Hård af Torestorp i Frökinds härad, Carl Hård af Torestorp, Estrid Knutsdotter (död 1594) som var gift med befallningsmannen Claes Arvidsson (Uggla) på Älvsborg, ryttmästaren Bengt Knutsson och Beata Knutsdotter som var gift med häradshövdingen Botvid Larsson den yngre (Anckar).